# Dwight O. North
Dwight O. North (* 28. September 1909 in Hartford (Connecticut); † 26. Juni 1998) war ein US-amerikanischer Physiker und Ingenieur.
North studierte an der Wesleyan University und am Caltech, an dem er 1933 in Physik promoviert wurde. Ab 1934 bis zu seinem Ruhestand 1974 arbeitete er bei RCA. Zunächst war er in Harrison (New Jersey) und ab 1942 an deren neu gegründeten Laboratorien in Princeton.
Er befasste sich anfangs mit Rauschen in Vakuumröhren im 100 MHz-Band im Rahmen der Entwicklung des Fernsehens. Im Zweiten Weltkrieg arbeitete er am Radiation Lab des Massachusetts Institute of Technology am Radar. Nach dem Zweiten Weltkrieg befasste er sich mit Festkörperphysik.
North war der erste, der das Konzept des Optimalfilters (Matched Filter) formalisierte und gilt als dessen Erfinder. Dies geschah in einem geheimen Report der RCA Laboratories in Princeton 1943 (nachgedruckt in den Proc. IEEE, Juli 1963). Der Begriff matched filter stammt aus einer unabhängigen Arbeit am Harvard Radio Research Lab 1944 von John Hasbrouck Van Vleck und David Middleton.
Der Report von North enthielt auch mehrere weitere Konzepte, die später für Radaringenieure wichtig wurden (Rice-Verteilung, Konzept der falschen Alarme um eine Nachweisschwelle zu definieren, Erkundung von Integration vor und nach Detektion). 
1998 erhielt er den Golden Jubilee Award der IEEE Information Theory Society.